# ريتشارد واتسون ديكسون
ريتشارد واتسون ديكسون (بالإنجليزية: Richard Watson Dixon) (و. 1833 – 1900 م) هو كاتب، وقسيس، وشاعر بريطاني، توفي في ألنويك، عن عمر يناهز 67 عاماً.

## التعليم
تعلم في كلية إكستر، وتعلم في مدرسة الملك إدوارد ‏، وتعلم في كلية بيمبروك
.

## روابط خارجية
- ريتشارد واتسون ديكسون على موقع ميوزك برينز (الإنجليزية)